# Hans Günther von Dincklage
Hans Günther von Dincklage né le 15 décembre 1896 à Hanovre et mort en 1974 à Majorque est un attaché d'ambassade allemand.

## Biographie
Von Dincklage est le fils d'un major prussien et de la fille d'un commerçant allemand naturalisé anglais en 1870. Son grand-père est le lieutenant-général prussien Georg von Dincklage (de), qui n'a été élevé à la noblesse prussienne héréditaire qu'en 1871. Hans Günther von Dincklage sert pendant la Première Guerre mondiale dans le 13e régiment d'uhlans, qui est d'abord engagé à l'ouest, puis sur le front de l'Est à partir de la fin de l'année 1914, avant d'être à nouveau transféré sur le front occidental en novembre 1916. Promu lieutenant au cours de la guerre,, il quitte le régiment en tant qu'Oberleutnant à une date inconnue, peut-être lors de la dissolution du régiment en 1919.
Parallèlement à ses fonctions d'attaché d'ambassade, il aurait été un espion au service des renseignements militaires allemands (l'Abwehr) jusque pendant la Seconde Guerre mondiale. Il a été l'un des amants de Coco Chanel qu'il rencontre en 1941. Ils ont une liaison passionnée au cours de laquelle cette dernière tente d'organiser une médiation entre l'Allemagne nazie et le Royaume-Uni en 1943, mais l'opération « Chapeau de couture » échoue.